# Teotlalpan

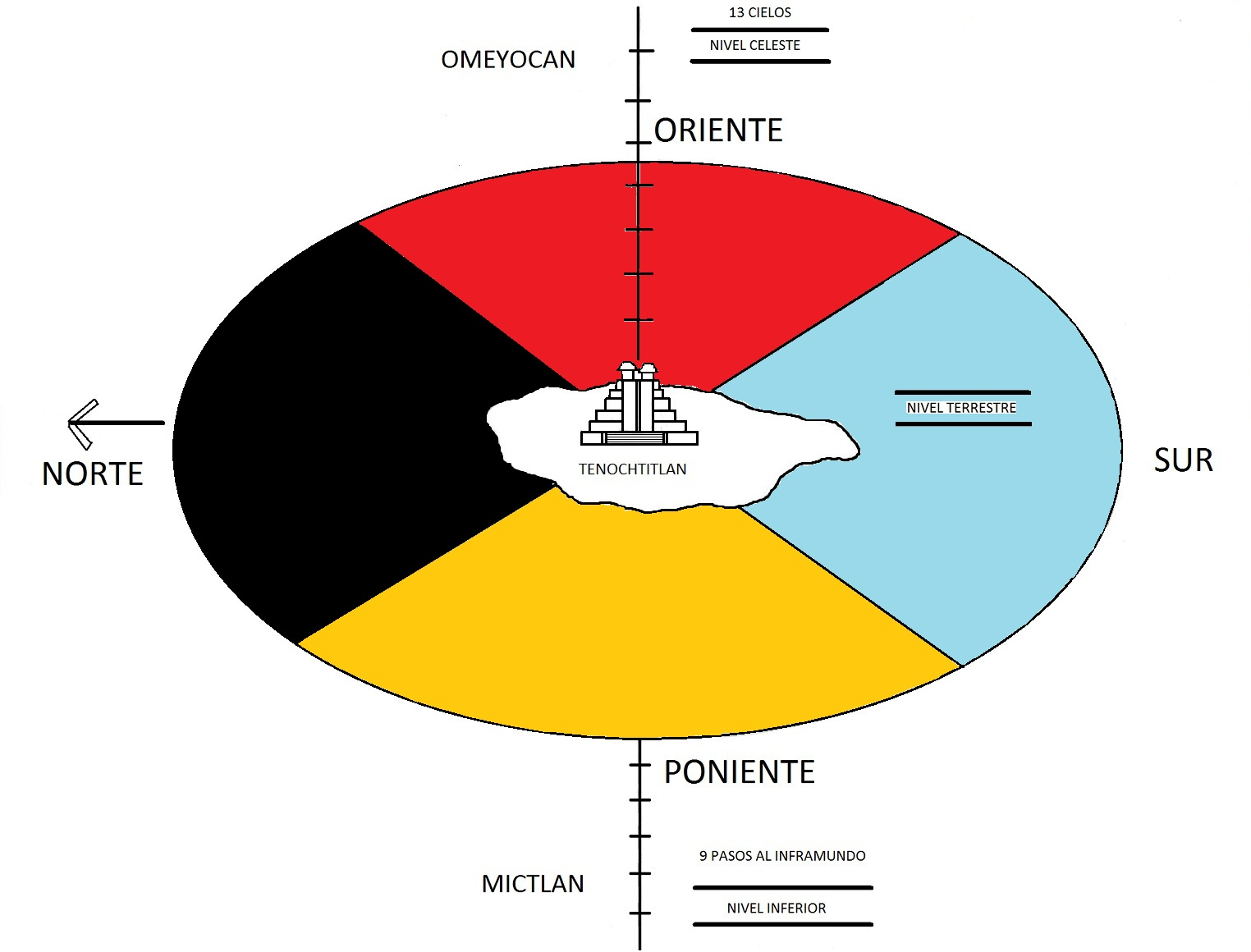
La distribución del mundo en cinco regiones, según las ideas nahuas quienes concebían al Templo Mayor como Axis Mundi.

La palabra Teotlalpan es de origen nahua, en su significado más simple se traduce “en la llanura, en la estepa”. Compuesto de teotlalli, “llanura, estepa”; y del sufijo locativo -pan (en, sobre, encima de).
Esta palabra aparece traducida también por sus raíces más simples: teo(tl) “dios, dioses, divino” y tlalli “tierra”. Lo que nos da el significado metafórico (y así aparece en documentos) como ”en la tierra de los dioses”.
Estos dos significados no hacen sino revelar la cosmovisión y concepción geográfica de uno de los puntos cardinales, el norte. En el pensamiento indígena el norte está relacionado con la muerte y la aridez, lugar de origen de donde por lo tanto, procede lo divino (teotl); de igual manera en el pensamiento nahua el norte geográfico (tlalli; la tierra) era un vasto llano árido que se extendía sin fin.
El uso de esta palabra durante la época prehispánica por lo tanto se restringía a solo dos aspectos, ya fuera relacionado con la cosmogonía o a la geografía.

## Términos ambiguos
Caben dos aclaraciones acerca de cómo expresar “valle” y “norte” en lengua náhuatl. La primera viene a revisión ya que teotlalli aparece también con ese significado y algunas personas lo enfatizan así, siendo incorrecto.
La concepción de “valle” es expresada por medio de tres palabras pero con sus especificaciones.
- Ixtlahuatl.[6] Se refiere a valles abiertos, fértiles, donde se dan las mejores condiciones para la vida humana.
- Tepetzallan.[7] Se refiere a los valles usualmente pequeños entre montañas, que limitan la expansión urbana.
- Teotlalli.[8] Como ya vimos el término hace referencia a una amplia región (concebida como plana, de ahí que se use como sinónimo de valle) donde las condiciones de vida no son favorables y únicamente sobreviven formas rústicas y agrestes.

Por lo que es preferible (y así es usado por las etnias actuales) usar para valle la palabra ixtlahuatl de manera general y reservar teotlalli para llanura.
Además de Teotlalpan para norte, también eran usados los términos Mictlampa, Hueitlalpan, Chichimecapan y Tlacochcalco.

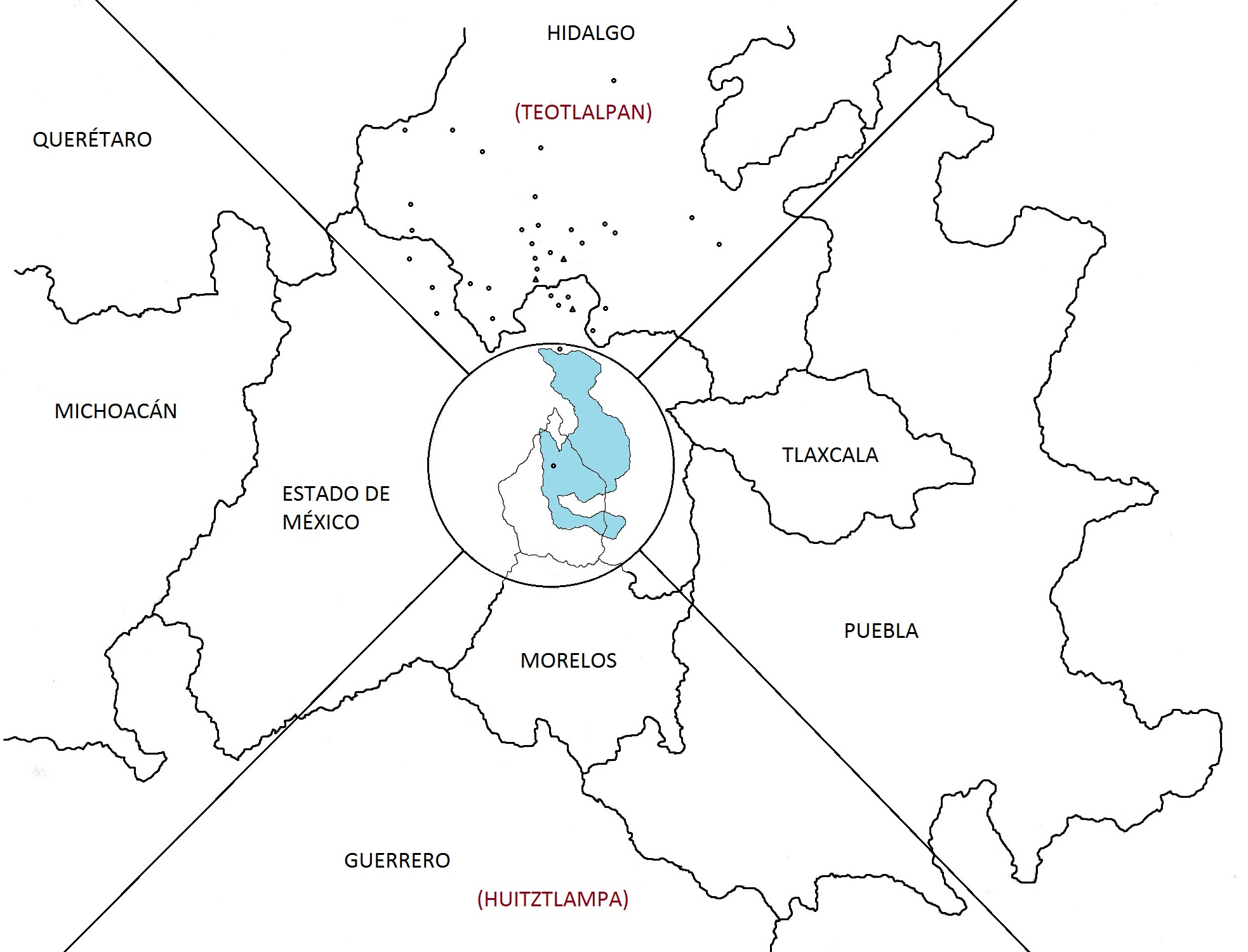
Derivado de la imagen superior y aplicado a la geografía real se puede apreciar como a partir de la ciudad de Tenochtitlan se forma una circunferencia perfecta, quedando bien demarcadas las poblaciones norteñas en la "Teotlalpan".

 Su concepto de un mundo “cuadrado” derivado del movimiento solar cuyo centro circular era el Valle de México (véase mapa a la izquierda). Esto volvía al norte la región fría debido a que en latitudes mesoamericanas el Sol, generador de calor, pasa la mayor parte del tiempo en el sur. Esta frialdad asociada a la muerte es lo que convierte al norte en la “Región de los muertos” (Mictlan, de micqui que es muerto y la terminación –tlan).
Al momento del apogeo mexica las zonas áridas al norte de los grandes lagos estaba habitada por diversos grupos étnicos (otomíes, guachichiles, pames) quienes recibían el término genérico de “chichimecas”, también enfatizado en veces como “teochichimecas”, teniendo como consecuencia que al norte también lo nombraran Chichimecapan, “En la tierra de los chichimecas.

## Usos posteriores

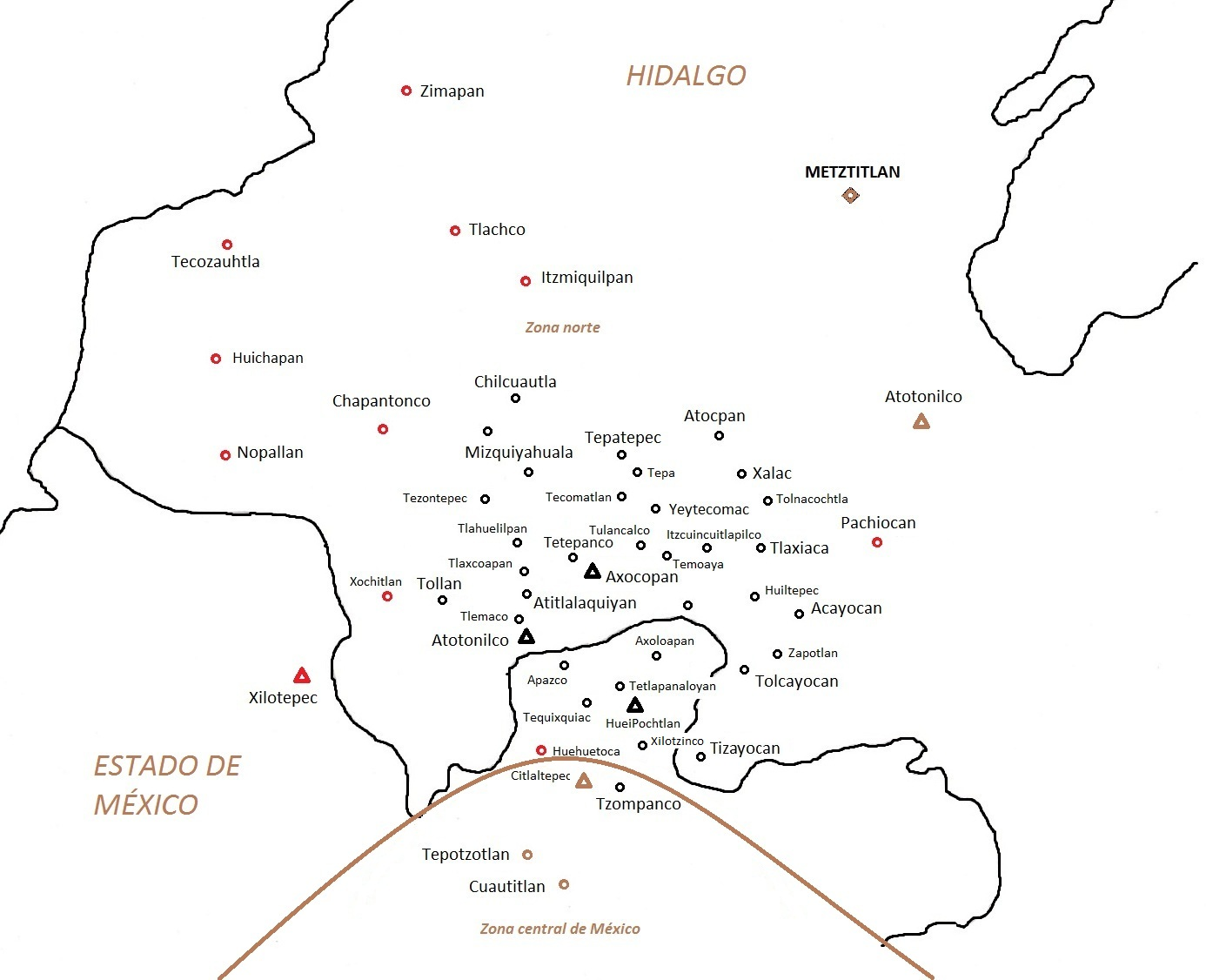
Principales poblaciones al norte del Valle de México en la época prehispánica. Con triángulos se representan las cabeceras de las provincias tributarias, con círculos los dependientes; Metztitlan (con rombo) era un señorío independiente de la Excan Tlahtoloyan.

Cuando las autoridades virreinales dentro de su cambiante y variada designación del territorio mexicano (encomienda, mayorazgo, alcaldía mayor, corregimiento, capitanía. Etc.) son comisionadas por la corona española para elaborar una descripción del territorio, primero desde el orden clerical con el arzobispo Alonso de Montúfar en 1570, quien compila de sus frailes la Descripción del arzobispado de México; después bajo la ordenanza del rey Felipe II de elaborar las “Relaciones geográficas” a partir de 1579 (algunas escritas en 1580 y 1582, la última hasta 1583), en ambos documentos recurrieron a crear la noción de “comarcas” (término de uso no preciso) para designar pequeñas jurisdicciones que mostraban algún tipo de relación (sin sustento histórico, más bien fue un criterio de vecindad o cercanía). Así, ante la falta de un mejor término, usaron por simple lógica Teotlalpan para demarcar las poblaciones indígenas al norte del Valle de México que mostraban más aislamiento y un ambiente más seco.
Después de estas dos obras es raro encontrar autores que utilicen esta palabra cayendo completamente en desuso antes de mediados del siglo XVII. A inicios del siglo XX Francisco del Paso y Troncoso al volver a publicar las Relaciones geográficas opina en su personal punto de vista (y en realidad sin hacer ningún análisis) que Teotlalpan existió como una provincia bien constituida. Este enfoque es retomado en 1949 por Sherburne F. Cook quien sin ser totalmente preciso considera que el Valle del Mezquital es la antigua Teotlalpan.
Esa ambigüedad perdura y nuevamente en nuestros días, por ejemplo, Vladimira Palma (2010) insiste en usar el término sin ahondar en su fundamento y desarrollo, siendo en realidad solo un marco geográfico para describir el desarrollo arqueológico en la zona de las culturas teotihuacana, tolteca y la cultura xajay que no tienen relación con el término teotlalpan; ya que en su mayoría los vestigios parecen tener relación cultural con los otomíes, población dominante desde tiempos inmemoriales, y no con los nahuas.
Por lo que hablar de una “Provincia de Teotlalpan” en tiempos prehispánicos o modernos es una ficción. Las verdaderas provincias tributarias constituidas durante la expansión mexica en el norte fueron Hueypochtlan,  Axocopan, Xilotepec, Atotonilco. Estas provincias durante el periodo colonial formaron lo que se conoce hasta la actualidad con el nombre de Valle del Mezquital.

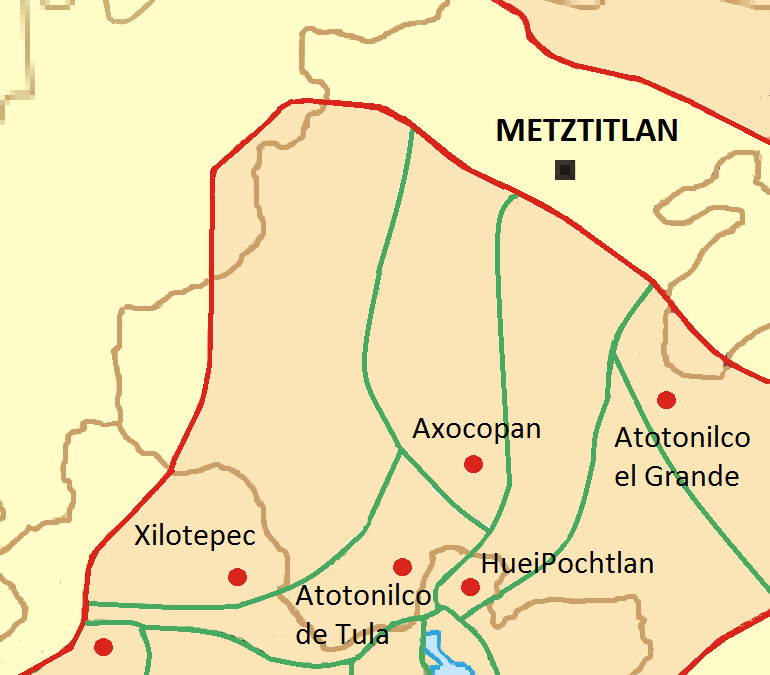
Las provincias existentes a la llegada de los españoles en Hidalgo y al norte del Estado de México. Formación que se diluyó en las primeras tres décadas después de la Conquista y dio paso a las divisiones coloniales.

 No hay documento indígena que señale la demarcación de una región o provincia llamada Teotlalpan, de igual manera no hay registro de levantamientos armados de los pueblos al norte de los lagos centrales, su población ya fuera por acuerdo comercial o sometimiento rápido, producía enormes cantidades de fibras textiles y cal desde tiempos teotihuacanos. Los anales muestran en realidad que los mexicas tenían poco interés en la zona, en tiempos del poderío tepaneca cuando gobernaba Chimalpopoca se conquistó Tequixquiac (1413) y sus alrededores, posteriormente ya en la expansión del poderío tenochca, Moteuczoma Ilhuicamina somete  Axocopan, Atotonilco , Xilotepec, sin embargo, la consolidación de las provincias norteñas solo se da hasta 1488 en tiempos de Ahuitzotl por la necesidad de un mayor abasto de materiales para la gran metrópoli de Tenochtitlan.
Se debe entender que la zona norte no era importante ni prioridad para el estado mexica, de ahí su consolidación tardía; también no representaba ninguna amenaza debido a que los pueblos en la región no formaban una unidad ni integraban alguna especie de confederación, otro factor relevante es que los pueblos habían sabido mantener su independencia por medio de convenios comerciales, siendo a la vez aliados del poder central.